# Pitho lherminieri
Pitho lherminieri är en kräftdjursart som först beskrevs av Mabel Mary Schramm 1867.  Pitho lherminieri ingår i släktet Pitho och familjen Tychidae. Inga underarter finns listade i Catalogue of Life.